# ほねく
ほねくは、和歌山県有田市の郷土料理。タチウオの揚げかまぼこである。ほね天、ほねくり天ぷら（骨くり天ぷら）とも呼ばれる。

## 概要
タチウオを骨ごとすり潰して作る、さつま揚げにも似た練り物である。
有田市では漁業が盛んであり、水揚げ量は和歌山県内で1位となっている。水揚げする中でも漁獲量が全国1位となっているのがタチウオであり、そのタチウオを骨ごとすりつぶし、油で揚げたすり身揚げである。なお、こういった魚のすり身を油で揚げたものを東日本では「さつま揚げ」、西日本では「天ぷら」などと総称している。
有田市が面する紀伊水道は、古くからタチウオの好漁場である。タチウオは、刺身や焼魚としても食べられているが、腐敗が早いことから、保存性を高める目的で、すり身揚げにすることも多かった。
学校給食でも提供され、おでんやうどんに入れても食されている。また、おやつ代わりとしても食される。
一般的なさつま揚げ、天ぷらとは異なり、タチウオの骨も加わっているため、ほねくには独特の風味がある。

## 名称
「ほねくり」は「骨ごとくる（繰りまわす）」の意味であり、石臼を用いてタチウオを骨ごとすりつぶすことから名付けられたとされる。